# Kizomba

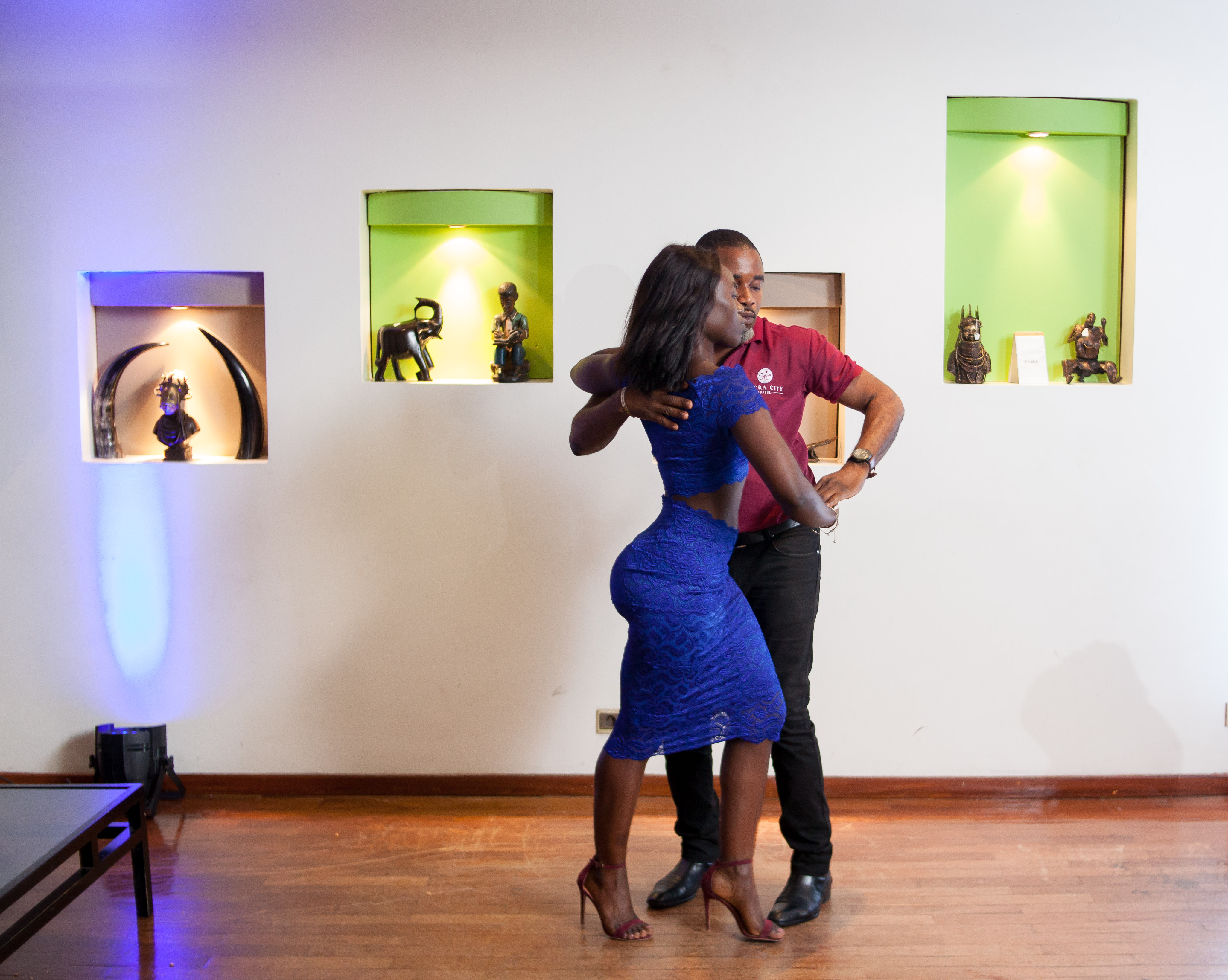
Dans în pereche

Kizomba este un stil de dans și muzica africană, originar din Angola. Kizomba este cunoscută pentru ritmul ei lent și pentru mișcările de îmbrățișare strânse între parteneri. Kizomba a devenit populară în Europa în anii 1980 și 1990 și s-a răspândit rapid în întreaga lume, devenind una dintre cele mai populare forme de dans african. Muzica kizomba este caracterizată de ritmuri africane puternice și de influențe latino-americane, iar dansul este un amestec de pasuri de dans africane și de influențe din dansuri latino-americane precum salsa și bachata.